# Jan Drozdowski (Pianist)

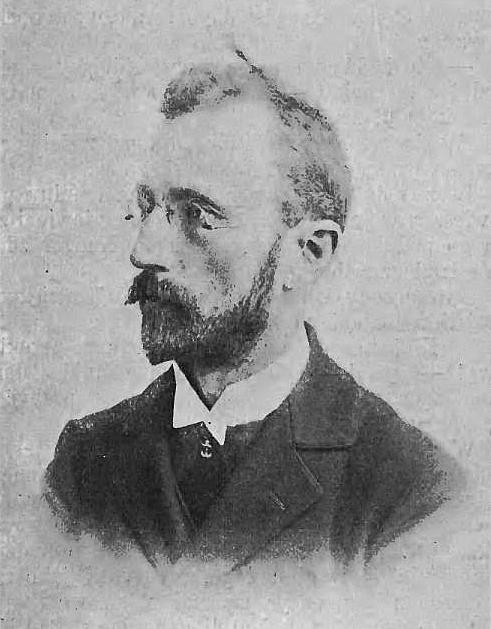
Jan Drozdowski

Jan Drozdowski (* 2. Februar 1857 in Krakau; † 21. Januar 1918) war ein polnischer Pianist und Musikpädagoge.
Drozdowski war der Sohn von Stanisław Magdzicki, der sich am Krakauer Aufstand beteiligt hatte und unter dem Namen Jan Drozdowski in Krakau eine der ersten Klavierfabriken Polens gründete. Sein Sohn erhielt eine gründliche musikalische Ausbildung. Er studierte zunächst bei Kazimierz Hofman und Antoni Płachecki und von 1876 bis 1880 am Wiener Konservatorium Klavier bei Josef Dachs und Musiktheorie bei Anton Bruckner. Nach seiner Rückkehr nach Polen war er noch Schüler von Aleksander Michałowski.
Er schloss sich in dieser Zeit den Kreisen sozialistischer Aktivisten um Ludwik Waryński an und wurde neben diesem 1880 angeklagt und zu einem Jahr Gefängnis verurteilt. 1889 wurde er zunächst Lehrer für Klavier, später auch für Musiktheorie an der Musikhochschule Krakau. Er war sehr vielseitig interessiert, war ein begeisterter Anhänger der Esperanto-Bewegung und veröffentlichte 1888 eine Novelle unter dem Pseudonym Dyzma Zimorowicz. Vor allem jedoch verfasste er zahlreiche musikpädagogische Lehrwerke, darunter Technika gry na fortepianie, Ćwiczenia przygotowawcze na fortepian, Systematyczna szkoła gry na fortepianie, Szkoła studiów na fortepian ułożona z etiud różnych kompozytorów, Uwagi nad mechanizmem gry na fortepianie, Zasady muzyki und Zarys historii muzyki.

## Quelle
- Państwowa Szkoła Muzyczna I i II stopnia im. Witolda Lutosławskiego w Nysie – Jan Drozdowski – rys biograficzny

| Personendaten    | Personendaten                        |
| ---------------- | ------------------------------------ |
| NAME             | Drozdowski, Jan                      |
| KURZBESCHREIBUNG | polnischer Pianist und Musikpädagoge |
| GEBURTSDATUM     | 2. Februar 1857                      |
| GEBURTSORT       | Krakau                               |
| STERBEDATUM      | 21. Januar 1918                      |